# Tauragė län
Tauragė är ett län i västra Litauen. Totalt har länet 106 672 invånare (2013) och en area på 4 411 km². Huvudstaden är Tauragė.
Den 1 juli 2010 avskaffades länsstyrelsen, varefter länet numera endast är en territoriell och statistisk enhet.